# 僕らは歩く、ただそれだけ
『僕らは歩く、ただそれだけ』（ぼくらはあるく、ただそれだけ）は、SPANK PAGEのシングル「ame 〜rain song〜」がモチーフとなった2009年（平成21年）公開の日本映画作品。SPANK PAGEのライブを廣木隆一監督が観て、実現した作品である。ショートバージョンも存在する。劇場未公開作品(お蔵出し映画祭応募時)。

## 略歴
2009年7月8日 - 8月31日 yahoo動画で配信された。
2009年11月 - 山形国際ムービーフェスティバル2009にて上映。
2010年8月 - 第35回湯布院映画祭にて上映。
2011年10月 - お蔵出し映画祭2011コンペ部門にノミネートされ上映。

## ストーリー
インテリアの勉強のためにニューヨークへ恋人が行ってしまったみゆきは喪失感を取戻すかの様にカメラを手に故郷へと赴く。

## スタッフ
- 監督兼脚本：廣木隆一
- プロデューサー：東快彦
- 撮影：鍋島淳裕
- 録音：西條博介
- 編集：太田義則
- 音楽：SPANK PAGE
- 製作会社 有限会社：アルチンボルド

## キャスト
- 安藤サクラ -  カメラマン・みゆき役[10][2]
- 柄本佑　- みゆきの恋人
- 菜葉菜　- 中学校教師
- 高良健吾- バーの店員
- 安藤玉恵- みゆきの元恋人の妻
- 櫻井りかこ - 女子高生・まりあ役[11]

## 主題歌
SPANK PAGE 「ame 〜rain song〜」